# دارچین چینی
دارچین چینی (نام علمی: Cinnamomum cassia) نام یک گونه از سرده درخت کافور است. در طب سنتی با نام سلیخه مشهور است.